# Puente de la Patria
El Puente de la Patria (en croata: Domovinski most ) es un puente de 840 metros (2.756 pies) de largo sobre el río Sava que se encuentra en el sudeste de Zagreb, Croacia. Administrativamente está incluido el distrito de la ciudad de Pescenica - Zitnjak. El puente lleva cuatro carriles que conectan la calle Radnička entre el barrio Petruševec en el norte y el intercambio Kosnica con el paso Zagreb en el sur.
El puente fue construido a mediados de la década de 2000 y abrió sus puertas en la primavera de 2007, después de numerosos retrasos.